# Tiran Petrosjan
Tiran Petrosjan – duchowny Apostolskiego Kościoła Ormiańskiego, od 2019 delegat patriarszy Europy Środkowej i Europy.
Sakrę otrzymał 12 maja 2019.